# Třesické písníky
Třesické písníky v okrese Hradec Králové jsou soustavou tří vodních ploch vzniklých těžbou štěrkopísků. Písníky se nalézají asi 1,2 km jihozápadně od centra obce Kosičky. Rozloha vodních ploch činila v roce 2018 (počítáno ve směru od obce Kosičky) u jezera I 11 ha, u jezera II 13 ha a u jezera III 20 ha. 
Těžba štěrkopísku v roce 2018 pokračuje pouze u jezera I, zbylá jezera mají rekultivované břehy porostlé borovým lesem a jsou využívána jako rybářské revíry pro sportovní rybolov a v létě i pro koupání.

## Galerie

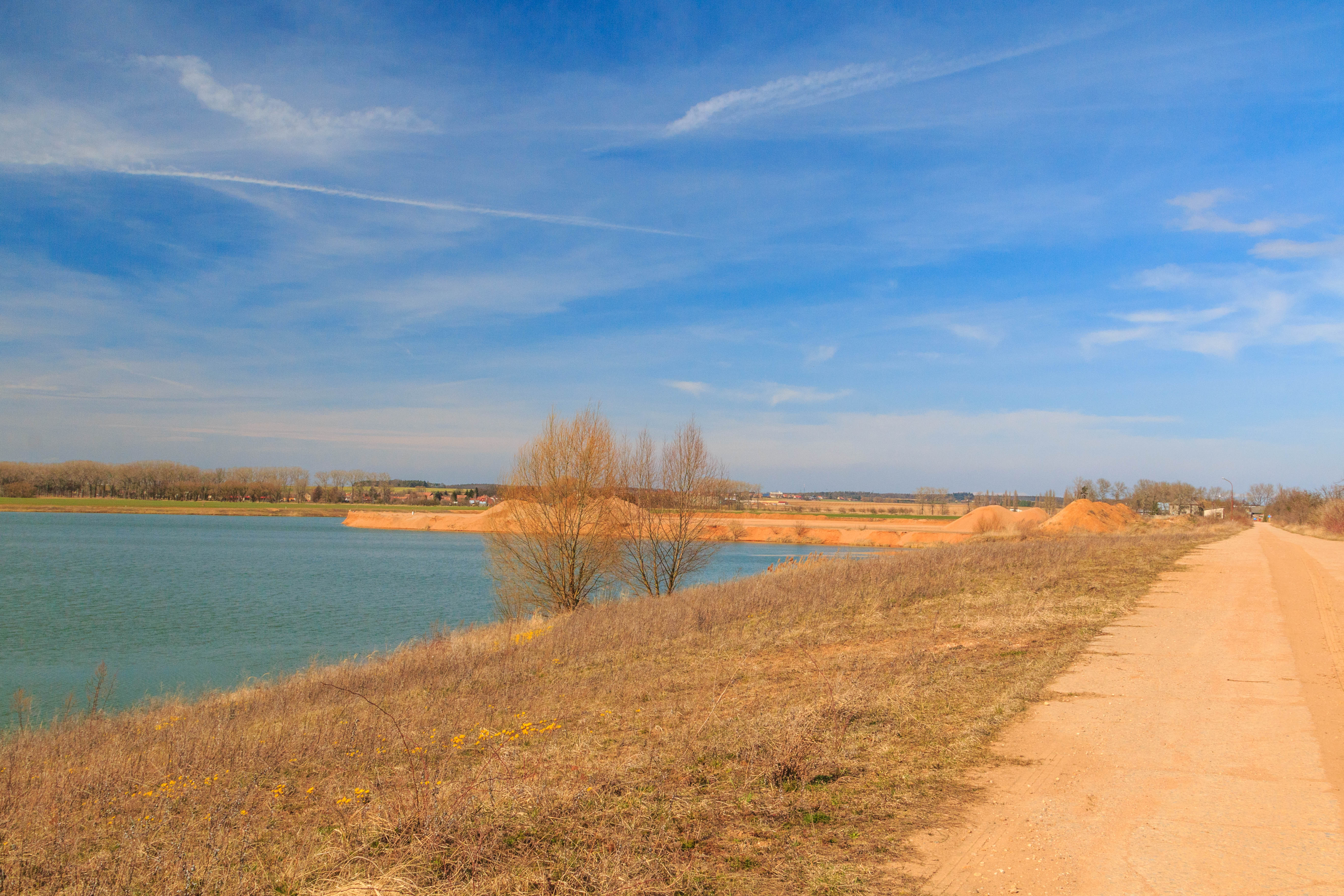
Třesické písníky – jezero I
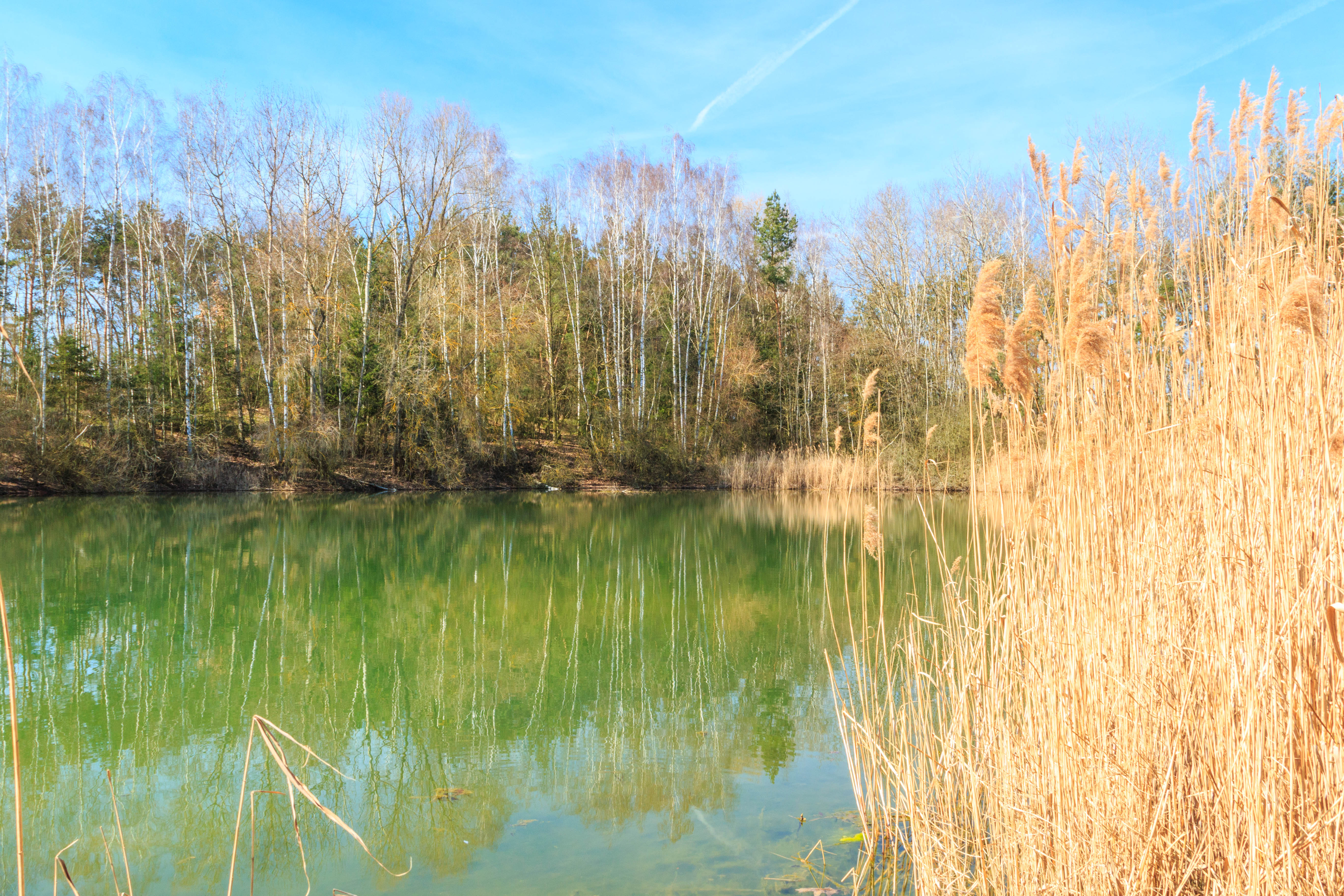
Třesické písníky – jezero II
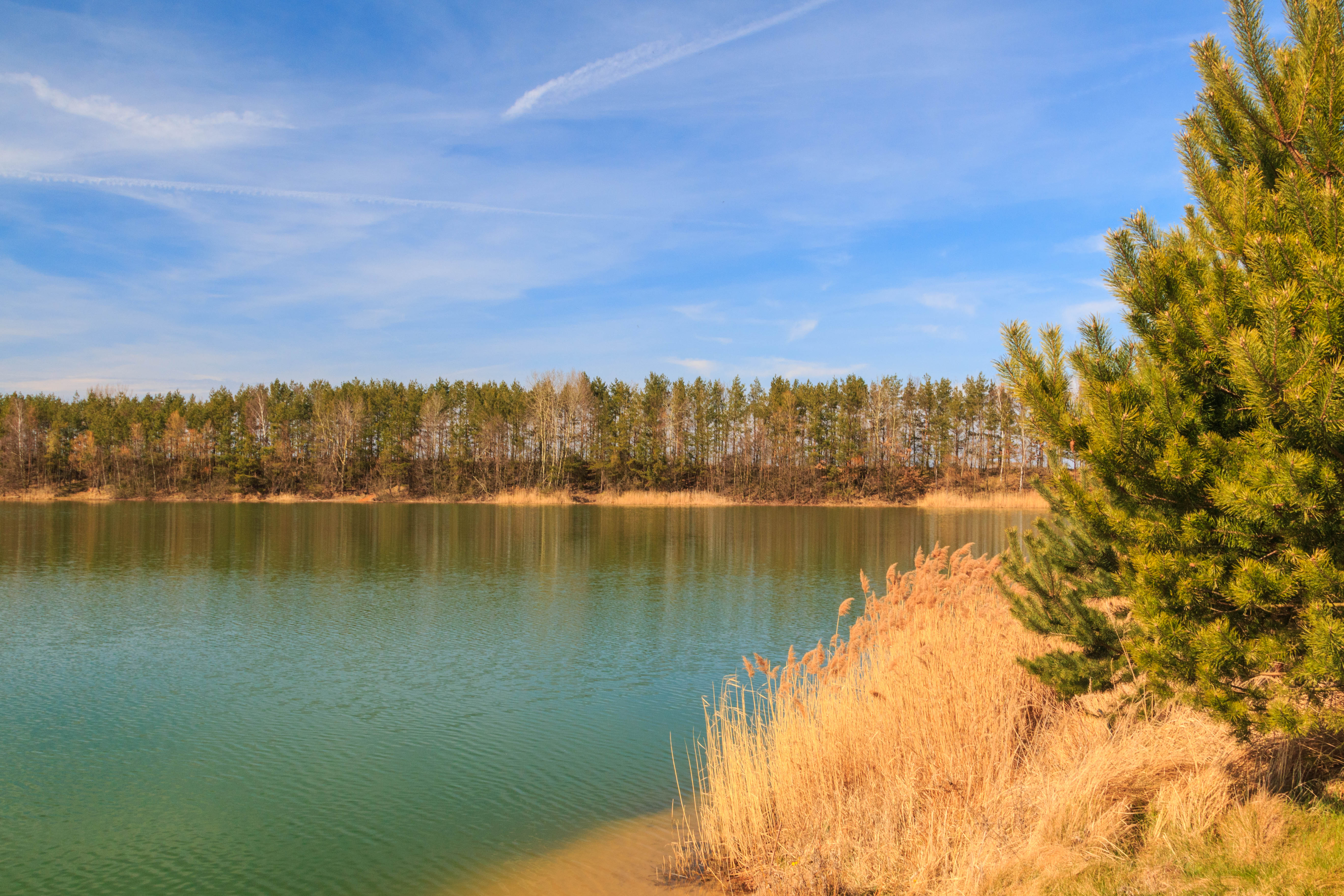
Třesické písníky – jezero III
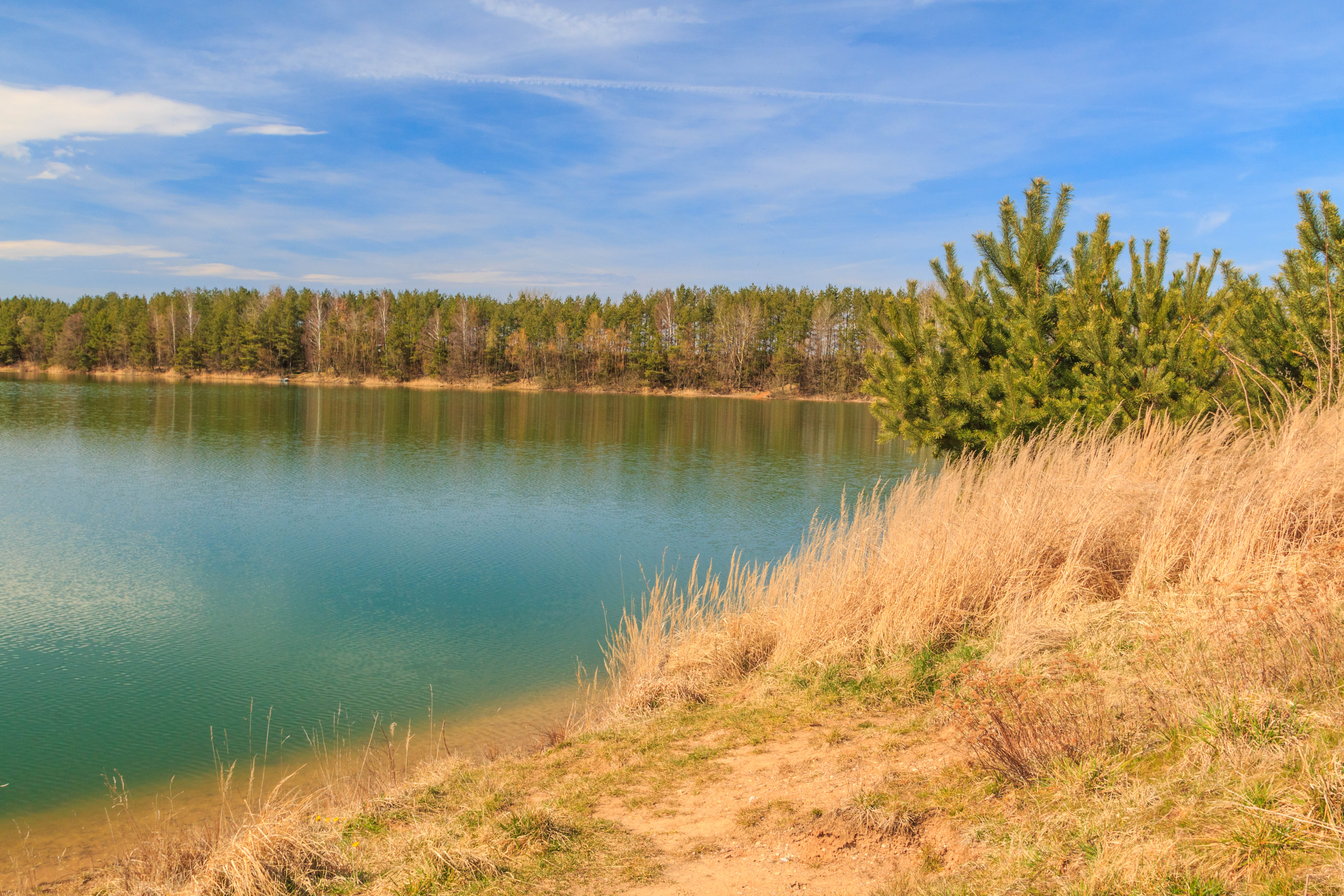
Třesické písníky – jezero III